# Shullsburg (Wisconsin)
Shullsburg – miasto w Stanach Zjednoczonych, w stanie Wisconsin, w hrabstwie Lafayette.